# Полузатворена предна незакръглена гласна
Полузатворената предна незакръглена гласна е гласен звук, срещан в някои говорими езици и представян в международната фонетична азбука със символа e. Той заема междинно положение между българските звукове, обозначавани с „е“ и „и“.
Полузатворената предна незакръглена гласна се използва в езици като италиански (stelle, [ˈs̪t̪elle]), немски (Seele, [ˈzeːlə]), полски (dzień, [d͡ʑeɲ̟]), руски (шея, [ˈʂejə]), френски (beauté, [bot̪e]).